# 李炯範
李 炯泛（イ・ヒョンボム、韓国語：이형범、1994年2月27日 - ）は、大韓民国・全羅南道出身のプロ野球選手（投手）。改名前の名前は「李炯範」だった（読みは同じ）。

## 経歴

### アマチュア時代
和順高等学校時代から全国高校野球選手権大会ベスト16戦で救援登板して好投しチームをベスト8に導くなど、優秀な投手だった。しかし、和順高校は準々決勝で沖岩高等学校に1点差で敗れ惜しくも脱落した。この年の活躍で、2012年のドラフトを介して特別指名（全体23位）を受けNCに入団。

### NC時代
2012年に入団すると、同年はNCが1軍戦に出場しなかったため1年間フューチャーズリーグでシーズンを送った。
2013年4月21日のネクセン・ヒーローズ戦で救援登板し、プロ初登板を果たした。しかし朴炳鎬に2点本塁打を許し、1.2イニングを2被安打2失点と振るわなかった。同年オフに兵役のため軍へ入隊、同僚の姜眞成、張現植とともに警察野球団へ入団した。
2014年は2軍リーグの30試合に登板して87.2イニング防御率4点台、9勝1敗、2ホールド、49奪三振を記録し、朴世雄とともにフューチャーズリーグ北部リーグ最多勝となった。
2016年に除隊されNCに復帰した。同年は一軍出場がなかった。
2017年にプロ入り初勝利を記録したが、この年も目立った活躍はなかった。

### 斗山時代
2018年オフに梁義智がFAを行使してNCに入団すると、彼はその補償選手として斗山に移籍した。
すると2019年は尹明準や金江栗や李賢承といったこれまでのレギュラーリリーフ陣を押し退けて中継ぎとして大奮闘し、特にシーズン中盤以降では不安定投球が続いた咸徳柱や朴治国から抑えを奪うなどの驚異的な活躍を見せた。終わってみれば67試合の出場で6勝19セーブ10ホールドと結果を残し、年俸調停では昨年の約3倍となる1億4200万ウォンで2020年の契約を結んだ。
シーズン終了後に李炯範から李炯泛に改名した。しかし2020年は怪我に苦しんだ上にSKワイバーンズからトレードで加入した李昇眞が台頭してきたことで27試合しか登板できなかった。
2022年は4月から勝ちパターンとして一軍登録されていたが、29日のSSGランダース戦で中継ぎ登板した時に相手打者の打球を指に受け、爪が割れる負傷で離脱を余儀なくされた。

### 起亜時代
2023年シーズン後、復活した2次ドラフトで指名され起亜タイガースに移籍した。

## プレースタイル・人物
ストレート、スライダー、チェンジアップ、カーブを使う。直球は140km前後、チェンジアップ125km、カーブ120kmの球速を見せたが、スライダーの球速は130km中盤台である。
ツーシームの低下角が大きく、ゴロ誘導能力が大幅に優れている。特に走者がいる状況では、併殺を作り出して少ない投球数でアウトカウントをとる姿を見せる。
また、クイックモーションも速く走者は盗塁を仕掛け辛い。ただし前述のように打たせてとるスタイルのため奪三振能力は非常に低い。

## 詳細情報

### 年度別投手成績
| 年 度    | 球 団    | 登 板 | 先 発 | 完 投 | 完 封 | 無 四 球 | 勝 利 | 敗 戦 | セ 丨 ブ | ホ 丨 ル ド | 勝 率 | 打 者 | 投 球 回 | 被 安 打 | 被 本 塁 打 | 与 四 球 | 敬 遠 | 与 死 球 | 奪 三 振 | 暴 投 | ボ 丨 ク | 失 点 | 自 責 点 | 防 御 率 | W H I P |
| -------- | -------- | ----- | ----- | ----- | ----- | -------- | ----- | ----- | -------- | ----------- | ----- | ----- | -------- | -------- | ----------- | -------- | ----- | -------- | -------- | ----- | -------- | ----- | -------- | -------- | ------- |
| 2013     | NC       | 2     | 0     | 0     | 0     | 0        | 0     | 0     | 0        | 0           | ----  | 22    | 4.2      | 8        | 1           | 3        | 0     | 0        | 2        | 0     | 0        | 4     | 4        | 7.71     | 2.36    |
| 2017     | NC       | 14    | 4     | 0     | 0     | 0        | 1     | 2     | 0        | 0           | .333  | 126   | 29.1     | 26       | 2           | 13       | 0     | 5        | 14       | 4     | 0        | 12    | 10       | 3.07     | 1.33    |
| 2018     | NC       | 23    | 4     | 0     | 0     | 0        | 1     | 1     | 0        | 0           | .500  | 238   | 54.0     | 62       | 5           | 24       | 2     | 1        | 22       | 3     | 0        | 36    | 31       | 5.17     | 1.59    |
| 2019     | 斗山     | 67    | 0     | 0     | 0     | 0        | 6     | 3     | 19       | 10          | .667  | 258   | 61.0     | 57       | 4           | 19       | 2     | 9        | 31       | 2     | 0        | 25    | 18       | 2.66     | 1.25    |
| 2020     | 斗山     | 27    | 0     | 0     | 0     | 0        | 1     | 2     | 1        | 1           | .333  | 122   | 25.2     | 30       | 5           | 16       | 2     | 2        | 13       | 1     | 0        | 22    | 22       | 7.71     | 1.79    |
| 2021     | 斗山     | 4     | 0     | 0     | 0     | 0        | 0     | 0     | 0        | 0           | ----  | 16    | 2.2      | 2        | 0           | 5        | 0     | 1        | 2        | 0     | 0        | 2     | 0        | 0.00     | 2.63    |
| 2022     | 斗山     | 31    | 0     | 0     | 0     | 0        | 0     | 1     | 0        | 0           | .000  | 142   | 31.0     | 34       | 1           | 11       | 0     | 4        | 17       | 2     | 0        | 17    | 15       | 4.35     | 1.45    |
| 2023     | 斗山     | 23    | 0     | 0     | 0     | 0        | 1     | 0     | 0        | 1           | 1.000 | 134   | 27.2     | 40       | 2           | 12       | 0     | 3        | 13       | 2     | 0        | 23    | 20       | 6.51     | 1.88    |
| 2024     | KIA      | 16    | 0     | 0     | 0     | 0        | 0     | 1     | 0        | 2           | .000  | 83    | 15.0     | 26       | 2           | 7        | 1     | 5        | 9        | 0     | 0        | 17    | 13       | 7.80     | 2.20    |
| KBO：9年 | KBO：9年 | 207   | 8     | 0     | 0     | 0        | 10    | 10    | 20       | 14          | .500  | 1141  | 251.0    | 285      | 22          | 110      | 7     | 30       | 123      | 14    | 0        | 158   | 133      | 4.77     | 1.57    |

- 2024年度シーズン終了時

### 背番号
- 51 （2012年）
- 41 （2013年）
- 21 （2016年 - 2018年）
- 68 （2019年 - 2022年）
- 45 （2023年）
- 33 （2024年）
- 28 （2025年 - ）